# Ideaal getal
In de wiskunde is een ideaal getal een algebraïsch geheel getal (soort complex getal), dat een ideaal in de ring van de gehele getallen van een getallenlichaam representeert. Het idee werd ontwikkeld door Ernst Kummer, en leidde later tot Richard Dedekinds definitie van een ideaal voor abstracte ringen. Een ideaal is in de ring van de gehele getallen van een algebraïsch getallenlichaam een hoofdideaal als het bestaat uit veelvouden van een enkel element van de ring, en anders een niet-hoofdideaal. Door het principalisatie theorema wordt elk niet-hoofdideaal, een hoofdideaal als het wordt uitgebreid tot een ideaal van Hilberts klasseveld. Dit betekent dat er een element van de ring van gehele getallen van het klasseveld is, dat een ideaal getal is, zo dat alle veelvouden van dit element in de ring van de gehele getallen die in de ring van de gehele getallen van het originele lichaam/veld liggen, het niet-hoofdideaal definiëren.

## Geschiedenis
In 1844 publiceerde Kummer in een felicitatie-uitgave ter ere van de Universiteit van Koningsbergen een artikel waarin hij zijn conclusie beschreef dat unieke factorisatie niet mogelijk is voor cyclotomisch velden (soort complexe getallen). Het getal 23 blijkt als eerste getal niet factoriseerbaar. Het artikel werd in 1847 in het Frans herdrukt in het tijdschrift van Liouville, dit naar aanleiding van het 'foute' bewijs van de laatste stelling van Fermat. In 1846 en 1847 publiceerde Kummer vervolgens zijn belangrijke stelling over de unieke factorisatie in (echte en ideale) priemgetallen.
Algemeen wordt aangenomen dat Kummer in de richting van zijn "ideale complexe getallen" is gevoerd door zijn interesse in de laatste stelling van Fermat; er is zelfs een veel verteld verhaal dat Kummer, net zoals Lamé in 1845, op zeker moment geloofde dat hij Fermats laatste stelling had bewezen, dit totdat Dirichlet hem er op wees dat zijn argumenten op de foute aanname van unieke factorisatie waren gebaseerd. Aangezien dit verhaal voor het eerst in 1910 door Kurt Hensel is verteld en het er verder sterk op lijkt dat een van de bronnen van Hensel ernaast zat, lijkt dit verhaal op een misverstand te berusten.  
Harold Edwards zegt dat het geloof dat Kummer vooral geïnteresseerd was in de laatste stelling van Fermat "zeker een vergissing is" (op cit pp. 79). Kummers gebruik van de letter λ om een priemgetal aan te duiden, α om de λde eenheidswortel aan te geven, en zijn studie van de factorisatie van priemgetal {\displaystyle p\equiv 1{\pmod {\lambda }}} in "complexe getallen die zijn samengesteld uit {\displaystyle \lambda }th eenheidwortels" zijn alle terug te voeren op een artikel van Jacobi dat over de hogere reciprociteitswetten gaat. Kummers publicatie uit 1844 was ter ere van het lustrumfeest van de Universiteit van Königsberg en was bedoeld als een eerbetoon aan Jacobi. 
Hoewel Kummer de laatste stelling van Fermat al in de jaren 1830 had bestudeerd en hij zich waarschijnlijk bewust was van het feit dat zijn theorie ook implicaties had voor de laatste stelling van Fermat, is het waarschijnlijker dat het onderzoeksgebied van Jacobi (en Gauss), de hogere reciprociteitswetten, een belangrijkere motivering voor Kummer waren. Kummer refereert in ieder geval aan zijn eigen gedeeltelijk bewijs van de laatste stelling van Fermat (voor alle reguliere priemgetallen) als "eerder een curiositeit in de getaltheorie, dan een belangrijker vondst". Over de hogere reciprociteitswetten (door hem in stellingvorm gegoten) spreekt hij daarentegen als "het hoofdonderwerp en hoogste top van de hedendaagse getaltheorie." Deze uitspraak deed Kummer echter op een moment dat hij nog opgetogen was over het succes van zijn werk op het gebied van de hoge reciprociteits wetten en op een moment dat er weinig voortgang zat in zijn werk met betrekking tot de laatste stelling van Fermat, misschien moet Kummers opmerking dus in die context worden geplaatst. 
Een generalisatie van Kummers ideeën werd in de daaropvolgende veertig jaar onafhankelijk van elkaar tot stand gebracht door Leopold Kronecker en Richard Dedekind. Nadat een directe generalisatie te moeilijk bleek, zocht men naar begaanbare zijwegen. Dit bracht Dedekind uiteindelijk tot de creatie van zijn theorie van de modules en idealen. Kronecker loste de moeilijkheden op door een theorie van vormen te ontwikkelen (een generalisatie van de kwadratische vormen) en een theorie van algebraïsch meetkundige delers. Dedekinds bijdrage zou de basis worden voor de ringtheorie en de abstracte algebra, terwijl Kronecker theorieën uitgroeiden tot belangrijke hulpmiddelen in de algebraïsche meetkunde.

## Voorbeeld
Laat {\displaystyle y} de wortel zijn van {\displaystyle y^{2}+y+6=0}, dan is de ring van de gehele getallen van het lichaam/veld {\displaystyle \mathbb {Q} (y)} gelijk aan {\displaystyle \mathbb {Z} [y]}, wat inhoudt dat alle {\displaystyle a+yb} met {\displaystyle a} en {\displaystyle b} gehele getallen, de ring van de gehele getallen vormen. Een voorbeeld van een niet-hoofdideaal in deze ring is {\displaystyle 2a+yb} met {\displaystyle a} en {\displaystyle b} gehele getallen. De derde macht van dit ideaal is een hoofdideall, en de ideale klassegroep is in feite cyclisch met orde drie. Het corresponderende klasse veld wordt verkregen door een element {\displaystyle w} dat voldoet aan {\displaystyle w^{3}-w-1=0}, toe te voegen aan {\displaystyle \mathbb {Q} (y)}. Dit geeft {\displaystyle \mathbb {Q} (y,w)}. 
Een ideaal getal voor het niet-hoofdideael {\displaystyle 2a+yb} is 
{\displaystyle \kappa ={\frac {1}{23}}(-8-16y-18w+12w^{2}+10yw+yw^{2})}
Aangezien dit voldoet aan de vergelijking
{\displaystyle \kappa ^{6}-2\kappa ^{5}+13\kappa ^{4}-15\kappa ^{3}+16\kappa ^{2}+28\kappa +8=0} is het een algebraïsch geheel getal.
Alle elementen van de ring van gehele getallen van het klasseveld die wanneer vermenigvuldigd met {\displaystyle \kappa } een resultaat geven in {\displaystyle \mathbb {Z} [y]} zijn van de vorm {\displaystyle a\,\alpha +b\,\beta }, waarin
{\displaystyle \alpha ={\frac {1}{23}}(-7+9y-33w-24w^{2}+3yw-2yw^{2})}
en
{\displaystyle \beta ={\frac {1}{23}}(-27-8y-9w+6w^{2}-18yw-11yw^{2})}
De coëfficiënten {\displaystyle \alpha } en {\displaystyle \beta } zijn ook algebraïsche gehele getallen, die respectievelijk voldoen aan
{\displaystyle \alpha ^{6}+7\alpha ^{5}+8\alpha ^{4}-15\alpha ^{3}+26\alpha ^{2}-8\alpha +8=0}
en
{\displaystyle \beta ^{6}+4\beta ^{5}+35\beta ^{4}+112\beta ^{3}+162\beta ^{2}+108\beta +27=0}
Als men {\displaystyle a\,\alpha +b\,\beta } met het ideale getal {\displaystyle \kappa } vermenigvuldigt krijgt men {\displaystyle 2a+yb}, wat het niet-hoofdideaal is.